# Masafumi Arima
Masafumi Arima (有馬 正文 Arima Masafumi?,  25 de septiembre de 1895-15 de octubre de 1944) fue un contraalmirante japonés de la Armada Imperial Japonesa durante la Segunda Guerra Mundial. Se le atribuye ser el primero en utilizar el ataque kamikaze, aunque las fuentes oficiales pueden haber sido inventadas con fines propagandísticos.

## Biografía
Arima nació en Ijūin (actual Hioki), en la Prefectura de Kagoshima, en 1895. Se graduó en la 43.ª clase de la Academia Naval Imperial en 1915, siendo el 33.º de 96 cadetes. Como guardiamarina sirvió en el crucero acorazado Iwate. Tras esto fue ascendido a alférez y fue asignado al acorazado Shikishima.
En la década de 1920, Arima sirvió en el destructor Uzuki, los acorazados Suwo y Kongō, el destructor Ashi, el crucero Izumo y el acorazado Hiei. En 1927 fue ascendido a teniente comandante y al año siguiente, en 1928, se graduó en la Escuela de Guerra Naval. El mismo año fue asignado como oficial en jefe de artillería del acorazado Haruna; sin embargo, fue dado de baja al año siguiente para servir en el Distrito Naval de Sasebo.
Fue asignado a la 3.ª División de Acorazados en 1932 y posteriormente a la 7.ª División de Cruceros en 1933. El mismo año fue ascendido a Comandante y en 1934 se convirtió en instructor de logística naval. Para 1937 fue asignado a la 10.ª División de Cruceros y posteriormente a la 14.ª. A finales de año se le otorgó el rango de capitán y se le dio su primer mando: el portahidroaviones Kamikawa Maru. De este puesto renunció al año siguiente y se convirtió en comandante del Cuerpo Aéreo Naval de Sasebo —a los dos meses se convirtió en el del Kisarazu y en 1939 del de Yokohama—.

### Segunda Guerra Mundial
A escasos meses de comenzar la Guerra del Pacífico se convirtió en el subcomandante del Cuerpo Aéreo Naval de Yokosuka y en jefe de entrenamiento de la misma unidad. En mayo de 1942 fue asignado al Distrito Naval de Yokosuka y el día 25 fue asignado capitán del portaaviones Shōkaku. Como capitán del Shōkaku intervino en la Campaña de Guadalcanal: batalla de las Salomón Orientales y batalla de las islas Santa Cruz.
En febrero de 1943 renunció como oficial al mando del Shōkaku y fue nombrado el principal oficial de entrenamiento de aviación en el Ministerio de Marina; en mayo fue ascendido a contraalmirante. Se mantuvo en este puesto hasta marzo de 1944, cuando fue asignado en la sección de aviación. Al mes siguiente, en abril, se le dio el mando de la 26.ª Flotilla Aérea estacionada en Luzón. 
Al mando de la 26.ª Flotilla Aérea, en octubre, lideró el ataque contra la Task Force 38 en la batalla aérea de Formosa —su intención era no volver con vida—. En la batalla el USS Franklin fue dañado, sin embargo, se desconoce si Arima fue capaz de alcanzar cualquier objetivo. Este hecho le convirtió en un héroe (así lo proclamaban en la prensa nacional) y fue acreditado oficialmente por la Armada Imperial para la introducción del uso del ataque kamikaze. Póstumamente fue ascendido a vicealmirante.